# Cybinka
Cybinka (in tedesco Ziebingen) è un comune urbano-rurale polacco del distretto di Słubice, nel voivodato di Lubusz. Ricopre una superficie di 279,72 km² e nel 2009 contava 6 774 abitanti. Sull'altra riva del fiume Oder si trova la città tedesca di Eisenhüttenstadt.